# Giovanni Domenico Partenio
Giovanni Domenico Partenio (auch Giovanni Partenico, * vor 1650 in Spilimbergo; † 1701 in Venedig) war ein italienischer Sänger, Komponist und Kapellmeister des Barock.

## Leben
Ab Februar 1666 war Partenio Sänger (Tenor) am Markusdom in Venedig, wo er auch seine weiterführende Ausbildung erhielt, sein damaliges Entgelt waren 80 Dukaten. Im Januar 1674 erhielt er 100 Dukaten. Er wurde im Juli 1685 Vize-Kapellmeister in Nachfolge von Giovanni Legrenzi. 1692 übernahm er den Posten des Kapellmeisters von Giovanni Battista Volpe, der ein Jahr zuvor verstorben war. Neben dieser wichtigen Position im Musikleben der Lagunenstadt war Partenio von 1685 bis 1689 „maestro di coro“ am „Ospedale dei Mendicanti“ und vermutlich auch während einer kurzen Zeit im Ospedale degl’Incurabili.
Als Komponist war er eher sporadisch aktiv, hinterließ aber fünf Opern. Partenio war einer der Mitbegründer einer etwa 100 Mitglieder umfassenden Musikervereinigung, der „Sovvegno di Santa Cecilia“, in der Legrenzi und Volpe leitende Funktionen innehatten.
Seine Werke wurden zu Lebzeiten hochgelobt, als Komponist von Kirchenmusik und als Chorleiter erfreute er sich eines hohen Ansehens, obschon die Qualität der Kapelle des Markusdomes unter seiner Leitung nachließ.